# 奧斯特里夫 (特諾皮爾州)
49°29′15″N 25°34′51″E / 49.48750°N 25.58083°E
奧斯特里夫（羅馬化：Ostriv，直译：「島嶼」）是位於烏克蘭西部特諾皮爾州特諾皮爾區的村莊，處於塞雷特河畔，面積3.55平方公里，人口1,971。